# Убийство Жювеналя Хабьяриманы и Сиприена Нтарьямиры
Убийство Жювеналя Хабьяриманы и Сиприена Нтарьямиры — гибель президента Руанды Жювеналя Хабьяриманы и президента Бурунди Сиприена Нтарьямиры в результате атаки на самолёт руандийского президента 6 апреля 1994 года. Стало поводом для начала геноцида в Руанде.

## Обстоятельства гибели и последствия
Поздно вечером 6 апреля 1994 года на подлёте к Кигали из переносного зенитного ракетного комплекса был сбит самолёт Dassault Falcon 50, на котором летели президент Руанды Жювеналь Хабьяримана и президент Бурунди Сиприен Нтарьямира. Самолёт возвращался из Танзании, где оба президента участвовали в международной конференции, относящейся к процессу политической стабилизации в Руанде в соответствии с Арушскими соглашениями 4 августа 1993 года. Самолётом управлял французский экипаж. На борту самолёта были также два бурундийских министра (министр связи и министр общественных работ), начальник Генерального штаба Руанды и ещё несколько военных и политических деятелей Руанды. Все пассажиры и экипаж самолёта погибли.
Один из военнослужащих президентской гвардии, находившийся в диспетчерской башне аэропорта, рассказывал: «Мы увидели, как он [самолёт] приближался в небе над Масакой. Первый выстрел прошел под самолетом. Второй зацепил за его левое крыло, а третий попал в кабину пилотов. Эти три выстрела, выпущенные из одного места, были направлены прямо на самолет, который шёл на посадку над Ньяндунгу, уже пролетев некоторое расстояние после Масаки. Снаряды поднимались прямо вертикально и делали поворот к самолету. Самолет разбился не сразу, при падении он сначала загорелся, а затем рухнул на кирпичную ограду <близлежащей резиденции президента> и на бугенвиллеи. Одно крыло упало за ограду и повалило дерево за бассейном». Другой гвардеец вспоминал: «Второй выстрел задел крыло, а третий расколол самолет на две части, он загорелся и упал на резиденцию. Выстрелы производились с интервалом приблизительно в пять секунд».
В течение получаса после катастрофы аэропорт Кигали, находившийся под контролем международного контингента ООН, был захвачен президентской гвардией погибшего президента, в городе стали появляться блокпосты руандийской армии и ополчения (интерахамве и импузамугамби) и в ту же ночь начались массовые убийства представителей народности тутси, положившие начало геноциду.

## Версии об организаторах убийства Ж. Хабьяриманы
На настоящий момент ни одна из версий о виновниках гибели Ж. Хабьяриманы не доказана.
В последующие за убийством три месяца, пока Кигали оставался под контролем армии, руандийские власти не делали попыток расследовать обстоятельства крушения президентского самолета и не позволяли сделать это представителям ООН.

### Версии, вменяющие ответственность лидерам тутси
В момент гибели президента руандийские СМИ муссировали версию, в соответствии с которой теракт был организован военно-политической организацией тутси Руандийский патриотический фронт и её лидером Полем Кагаме. Этой же версии придерживается Уэйн Мэдсен, американский исследователь, считающий, что организатором убийства был лидер РПФ Поль Кагаме, организовавший атаку при помощи французских спецслужб и реализовавший её при помощи двух французских наёмников. Это косвенно может подтверждаться тем, что сразу после начала массовых убийств, последовавших через считанные часы после гибели Ж. Хабьяриманы, РПФ начал наступление, спустя три месяца приведшее его к власти. Считается, что Поль Кагаме имел связи с французской разведкой DGSE.
Французский судья Жан-Луи Бужьер в ноябре 2006 года выдвинул обвинения против Поля Кагаме. Он обратился в Международный трибунал ООН с требованием возбудить в отношении Поля Кагаме уголовное дело. По мнению судьи Жана-Луи Бужьера, именно нынешний президент Республики Руанда (Поль Кагаме занимает этот пост с 2000 года) и подконтрольные ему повстанческие силы стояли за атакой на президентский самолёт Жювеналя Хабьяриманы, следовательно, они и спровоцировали геноцид. Это было сделано после многочисленных обвинений Франции различными неправительственными и международными организациями в поддержке (косвенной или прямой) организаторов и исполнителей геноцида в 1994 году.
В ответ Поль Кагаме в 2007 году подал в суд на Францию и ряд её политических деятелей, а также обвинил в том, что Франция до сих пор не принесла Руанде извинений за свои действия в 1994 году. Он обвинил это европейское государство в следующих фактах:
- 25 января 1994 года на аэродроме в Кигали приземлился грузовой самолёт из Франции, гружённый 90 ящиками с миномётами бельгийского производства[4]. Эта поставка являлась нарушением Арушских соглашений, запрещавших ввоз оружия в Кигали в течение переходного периода; признавая факт поставки, французское правительство заявляло, что она сделана по старому договору, заключённому до подписания соглашений в Аруше. Командующий сектором Кигали МООНПР Люк Маршал утверждал, что 9 апреля (на третий день геноцида) в одном из французских грузовых самолётов, по общему мнению, участвовавшем в операции по эвакуации, был обнаружен груз оружия весом 5 тонн, однако этот груз был забран военнослужащими армии Руанды (противостоять которым МООНПР не имела возможности) и увезён в лагерь президентской гвардии[5]; этот факт французское правительство категорически отрицает.
- 22 июня 1994 года французская армия начала по призыву ООН операцию «Бирюза» с целью создания безопасной зоны на западе Руанды. Несмотря на то, что участники этой операции создали несколько лагерей для беженцев, зафиксировали несколько фактов преступлений против человечности и провели ряд гуманитарных операций, на территории, вошедшей в зону операции, продолжались убийства, а через эту территорию вооружённые формирования хуту — армия и интерахамве — беспрепятственно отходили в Заир.

### Версии, вменяющие ответственность радикальным лидерам хуту
Поль Кагаме, а также командующий МООНПР в 1993—1994 гг. канадский генерал Ромео Даллер, обвиняют в организации убийства Жювеналя Хабьяриманы радикальные круги в руандийской военной и партийной (правящей партии НРДР — Национальное революционное движение за развитие) верхушке.
Президент Ж. Хабьяримана шёл на уступки РПФ, создавая, в соответствии с Арушскими соглашениями, коалиционное правительство: премьер-министром стала «умеренная хуту» Агата Увилингийимана. Это не могло нравиться «радикальным хуту». Сведения, донесённые информатором под псевдонимом Жан Пьер руководству МООНПР 10 января 1994 года, говорят о том, что переворот с применением массового насилия готовился задолго до совершения теракта. Есть и другие свидетельства неприятия курса Ж. Хабьяриманы «радикальными хуту»: исследователь Филип Гуревич в своей книге We Wish To Inform You That Tomorrow We Will Be Killed With Our Families: Stories from Rwanda (New York, 1999) описывает рассказ экономиста из Кигали, Бонавентура Ньибизи, который повествует о его разговоре 2 апреля 1994 года с одним из сторонников Фродуальда Карамиры, лидера экстремистски настроенных хуту, в котором последний поведал Б. Ньибизи о том, что скоро хуту избавятся от Ж. Хабьяриманы. В марте того же года в одном из номеров правительственной газеты «Кангура» Ж. Хабьяримана на карикатуре был изображён сообщником тутси, а заглавие статьи гласило: «Хабьяримана умрёт в марте».